# کائورو کوبایاشی (قاتل)
کائورو کوبایاشی (به ژاپنی: 小林 薫, Kobayashi Kaoru); ۳۰ نوامبر ۱۹۶۸ – ۲۱ فوریهٔ ۲۰۱۳) تحویل دهنده روزنامه ژاپنی بود که آدم‌ربایی، تعرض جنسی و قتل دختر ۷ ساله Kaede Ariyama (有山 楓, آرییاما کائده) در نارا (ژاپن) استان نارا، در نوامبر ۱۷، ۲۰۰۴ بود.